# Партия Сконе
Партия Сконе (швед. Skånepartiet) — сепаратистская политическая партия шведской провинции Сконе. Выступает за отделение провинции от Швеции и государственную независимость Сконе. Стоит на позициях крайне правого консерватизма и традиционализма, отличается резкой антиисламской и антикоммунистической риторикой.

## Регионально-культурные предпосылки
Южный регион Сконе всегда отличался в Швеции большой культурной спецификой. Долгое время Сконе принадлежала Дании, сканское наречие близко к датскому языку. Часть населения идентифицируется как шведы, другая часть — как датчане, третья — как особый этнос.
При этом в Швеции распространён стереотип, в соответствии с которым жители Сконе отличаются простоватостью, тугодумием и иногда агрессивностью. Этот штамп отражён, в частности, в известном произведении Шёвалль и Валё «Полиция, полиция, картофельное пюре!», по которому поставлен советский фильм Незаконченный ужин. Сержанты полиции Курт Квант и Карл Кристианссон наделены целым «букетом» отрицательных качеств, и при этом особо оговаривается, что «оба они из Сконе».
Со своей стороны, многие жители Сконе полагают, что центральное правительство в Стокгольме ущемляет права провинции. Идеологи этого направления возводят начало конфликта к завоеваниям Карла XI, говорят о «насильственном присоединении», «оккупационном режиме» и даже о «геноциде».
В 1977 году сторонники региональной автономии Сконе создали движение Skånerörelsen. Его активисты требовали расширить самоуправление прежде всего в вопросах региональных СМИ, энергетики, образования, туризма и реализации алкоголя.

## Создание и программа
24 марта 1979 Skånerörelsen было преобразовано в Партию Сконе (Skånepartiet, SKÅP). Возглавил её экономист и бизнес-менеджер Карл Херслоу. Наряду с расширением регионального самоуправления и защитой культурных особенностей Сконе, партия выступала с позиций социального консерватизма, правого популизма и непримиримого антикоммунизма.
Идеология Партии Сконе во многом вдохновлялась примером датской правопопулистской Партии прогресса, созданной в 1972 налоговым адвокатом Могенсом Глиструпом. Датские прогрессисты выступали за максимальное сокращение налогообложения и госсектора, минимизацию экономической роли государства. SKÅP воспроизводила эти установки применительно к условиям Швеции и Сконе. Карл Херслоу требовал отменить государственную монополию на алкоголь, символически раздавал бесплатную водку, выступал против вмешательства центральных властей в жизнь региона, защищал самобытность южношведской социальной культуры. Партия резко критиковала шведскую модель как тормозящую экономическое развитие и противоречащую традициям труда и предпринимательства, осуждала политику шведских социал-демократов и считала недостаточно упорным противостояние со стороны Умеренной коалиционной партии.
Основным методом партийной работы являлась интенсивная радиопропаганда. Создание региональных СМИ, выражающих позицию Сконе, было первоочередной задачей SKÅP. К 1984 в Партии Сконе состояли до 4 тысяч человек.
С середины 1980-х курс Партии Сконе резко радикализировался. Партия призвала к отделению Сконе от Швеции и созданию на территории провинции независимой республики, которая непременно вступит в НАТО. Во внешней политике позиции Партии Сконе были жёстко антисоветскими. Активность SKÅP была замечена в СССР. Советская пропаганда следующим образом характеризовала программные требования Партии Сконе: «отделить от Швеции южную часть, сделать её членом НАТО, разместить американские ракеты, ввести принудительно 10-часовой рабочий день и продавать как можно больше спиртных напитков» (все эти тезисы в программе действительно содержались, но поданные в такой совокупности производили впечатление политического нонсенса). При этом отмечалось, что требования Партии Сконе являют собой «установки правых сил Швеции, доведённые до абсурда».
Позиции Партии Сконе относительно статуса провинции периодически смягчались и ужесточались. В настоящее время партия вновь настаивает на отделении от Швеции, государственной независимости Сконе, вступлении в НАТО и Евросоюз. Следующие два требования — остановка иммиграции и изгнание мусульман из Сконе. Среди других пунктов программы — стимулирование частного предпринимательства за счёт социальных программ, снижение налогов, либерализация рынка труда, демонополизация алкосектора и расширение реализации алкогольной продукции (особенно ликёра), строительство новых АЭС и активное использовании атомной энергетики в экономическом развитии, усиление полиции и ужесточение уголовных наказаний, запрещение коммунистической и исламистской пропаганды, воспитание в духе скандинавских традиций и уважения к старшим поколениям.

## Политическая активность
На выборах 1985 года Партия Сконе завоевала 5 мандатов в городском собрании Мальмё и ещё 6 мандатов в четырёх муниципалитетах Сконе. SKÅP сыграла заметную роль в отстранении социал-демократов от власти в Мальмё — впервые за 66 лет. Депутаты от Партии Сконе присоединились к блоку буржуазных партий — умеренных коалиционеров, центристов и либералов. Они настаивали на расширении автономии Сконе, прежде всего на развитии местных СМИ, особенно радио и телевидения. Депутатскую группу SKÅP в Мальмё возглавлял вице-председатель партии Бенгт Ларвик.
В дальнейшем электоральные позиции Партии Сконе ослабли. Однако до выборов 2006 партия сохраняла 2—3 мандата в городском собрании Мальмё. Со второй половины 2000-х Партия Сконе уступила большую часть своего электората консервативным Шведским демократам и отчасти ультраправым Национальным демократам. За SKÅP голосуют порядка 1—3 тысяч избирателей.
В 1990-х годах Партия Сконе сотрудничала с Шведскими демократами. Однако этот альянс в итоге раскололся при взаимных финансовых претензиях, что привело и к внутреннему расколу. С другой стороны, отмечалось совпадение позиций лютеранской в целом SKÅP с православными активистами на антиисламской платформе.

## Антиисламский акцент
После распада СССР дезактуализировались установки антикоммунизма и антисоветизма, но гораздо более остро встали вопросы иммиграции. Партия требует органичить въезд в Сконе мигрантов, особенно мусульманского вероисповедания. Антиисламизм превратился в один из ведущих мотивов. Партийные выступления носят столь неполиткорректный характер, что в марте 2010 одна из трансляций партийной радиостанции была прервана вмешательством полиции. Партия Сконе проводила уличные акции антиисламистской направленности, вызывающие вмешательство полиции.
Карл Херслоу называет ислам «страшным суеверием», говорит о его «несовместимости с демократией, равенством полов, наукой и экономическим развитием», выдвигает лозунг: «Верю в Сконе, а не в ислам!» Крупный скандал вызвал в марте 2011 постер на собрании Партии Сконе с изображениями обнажённого мужчины и маленькой девочки: «Ему 53, а ей девять. Это действительно такая свадьба, какую мы хотим видеть в Сконе?» (аллюзия связанная с легендой о женитьбе Мухаммеда на Айше). Ситуация стала предметом судебного разбирательства об оскорблении религиозных чувств мусульман. Партия обвинялась также в распространении детской порнографии — в силу особенностей рисунка. Однако суд признал публикацию не выходящей за рамки свободы печати. Со своей стороны, Мусульманская ассоциация Швеции обвинила Партию Сконе в использовании языка ненависти и потребовала извинений от Херслоу.

## Современный этап
Наибольшую активность проявляют председатель партии Карл Херслоу (в свои 74 года регулярно выходит в одиночные пикеты) и генеральный секретарь Лайла Фернольм (ведёт партийные радиопередачи). Бенгт Ларвик в 2007 привлекался к ответственности за угрозу убийством в адрес политического оппонента.
В 2006 партии пришлось заплатить по суду крупный штраф за использование в своих передачах музыкальных произведений с защищённым авторским правом. Зимой 2017 вещание SKAP впервые за 35 лет было прервано, но вскоре возобновилось.
Разъясняя партийные позиции, Карл Херслоу отвергает обвинения в расизме и религиозной нетерпимости. По его словам, он исходит из индивидуалистической доктрины, которая исключает коллективную ответственность. При этом Херслоу однозначно позиционируется как противник исламистской идеологии. Он выступает как принципиальный правый популист, но при этом сильно недоволен социально-политической пассивностью большинства населения Швеции.
Ежегодно 4 июня партия проводит фестиваль, именуемый День Сконе. На этих мероприятиях в порядке антиисламистской демонстрации потребляется большое количество свинины и алкоголя.